# Notre-Dame de Paris (film fra 1911)
Notre-Dame de Paris er en fransk stumfilm fra 1911 af Albert Capellani.

## Medvirkende
- Henry Krauss som Quasimodo.
- Stacia Napierkowska som Esmeralda.
- René Alexandre som Phoebus de Châteaupers.
- Claude Garry som Claude Frollo.
- Jean Angelo.